# Jaroslav Čermák (malíř)
Jaroslav Čermák (1. srpna 1830, Praha, Rakouské císařství – 23. dubna 1878, Paříž, Francie) byl český malíř realista, romantik.

## Život
Narodil se v rodině lékaře Jana Čermáka a jeho manželky Josefy Veselé (dcery Ignáce Veselého, milovníka a sběratele obrazů, spoluzakladatele Společnosti vlasteneckých přátel umění) v Praze na Starém Městě v domě čp. 258/I na Betlémském náměstí. Od dětství projevoval výtvarné i hudební nadání. Jako dítě utrpěl těžké zranění kyčle, kvůli kterému se nemohl několik let normálně pohybovat a trávil spoustu času v posteli, což možná vzbudilo jeho zájem o kreslení a tak nenásledoval svého otce a bratry Josefa a Jana v kariéře lékařů.
Po absolutoriu obecné (farní) a měšťanské školy se již jako třináctiletý v letech 1848–1849 stal žákem Christiana Rubena na pražské Akademii. Nespokojen s akademickým charakterem výuky podle sádrových modelů odjel v roce 1849 přes Mnichov, Drážďany, Berlín a Düsseldorf do Antverp, kde na Královské akademii výtvarných umění studoval ve školním roce 1849–1850 v ateliéru Gustava Wapperse. Dále kde studoval v letech 1850–1854 v ateliérech Louise Gallaita v Bruselu. Milostná aféra s Hyppolitou Gallaitovou, manželkou jeho profesora, hoo vedla k další cestě a stala se námětem románu Pouta věrnosti Františka Kožíka. Cestoval přes Nizozemí do Francie, kde zůstal v Paříži.  Začal se zajímat o historickou malbu a jeho cesty mu tak umožnily zobrazovat historii těchto regionů.
V první polovině šedesátých let podnikl cesty do jihoslovanských zemí, zvláště do Černé Hory a do Dalmácie, které se mu po vzoru lorda Byrona staly námětem romantických obrazů, zvláště stav turecké nadvlády a následný osvobozenecký boj. Ve druhé polovině šedesátých let cestoval po Francii, Riviéře a Pyrenejích. Za pobytu v Paříži se spřátelil se Zdenkou Braunerovou. V letech 1865–1867 pobýval v Itálii, v Římě tehdy pro svou sestru Marii, provdanou kněžnu Czartoryskou, namaloval své nejrozměrnější dílo, mnohafigurovou kompozici Golgota o rozměrech 99×392 cm.
Roku 1869 se usídlil ve Francii v Roscoffu na severním pobřeží Bretaně. Dostal také nabídku na místo ředitele pražské Akademie, ale odmítl ji a raději zůstal v cizině. V roce 1874 si nechal v Paříži postavit dům na adrese 128 avenue de Wagram, ve kterém si vybudoval atelier.
Zemřel v roce 1878 v Paříži a jeho ostatky bylyv roce 1888 převezeny do Prahy. Je pohřben na pražských Olšanských hřbitovech.
Jaroslav Čermák byl švagr polského šlechtice a politika Jerzyho Konstanty Czartoryského (který si vzal Marii Čermákovou, jeho sestru). Jeho bratry byli psychiatr Joseph Čermák (1825–1872) a fyziolog Johann Nepomuk Čermák (1828–1873).

## Dílo
Jako student vystavil na slavném pařížském Salonu roku 1853 obraz Šimon Lomnický žebrá na pražském mostě. Je to první obraz českého autora, který tehdy třiadvacetiletému umělci z Prahy zajistil místo mezi významnými osobnostmi francouzského uměleckého světa.

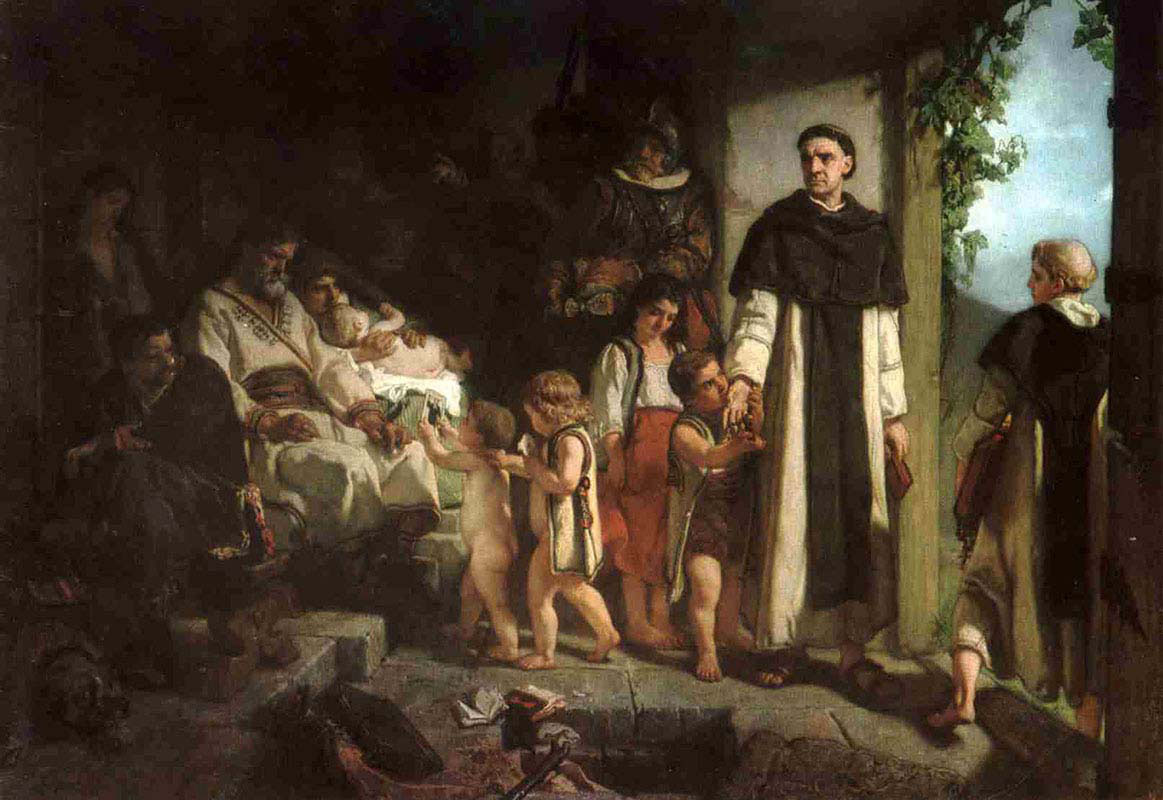
Jaroslav Čermák (1854): Protireformace (pátrání po nekatolických knihách)

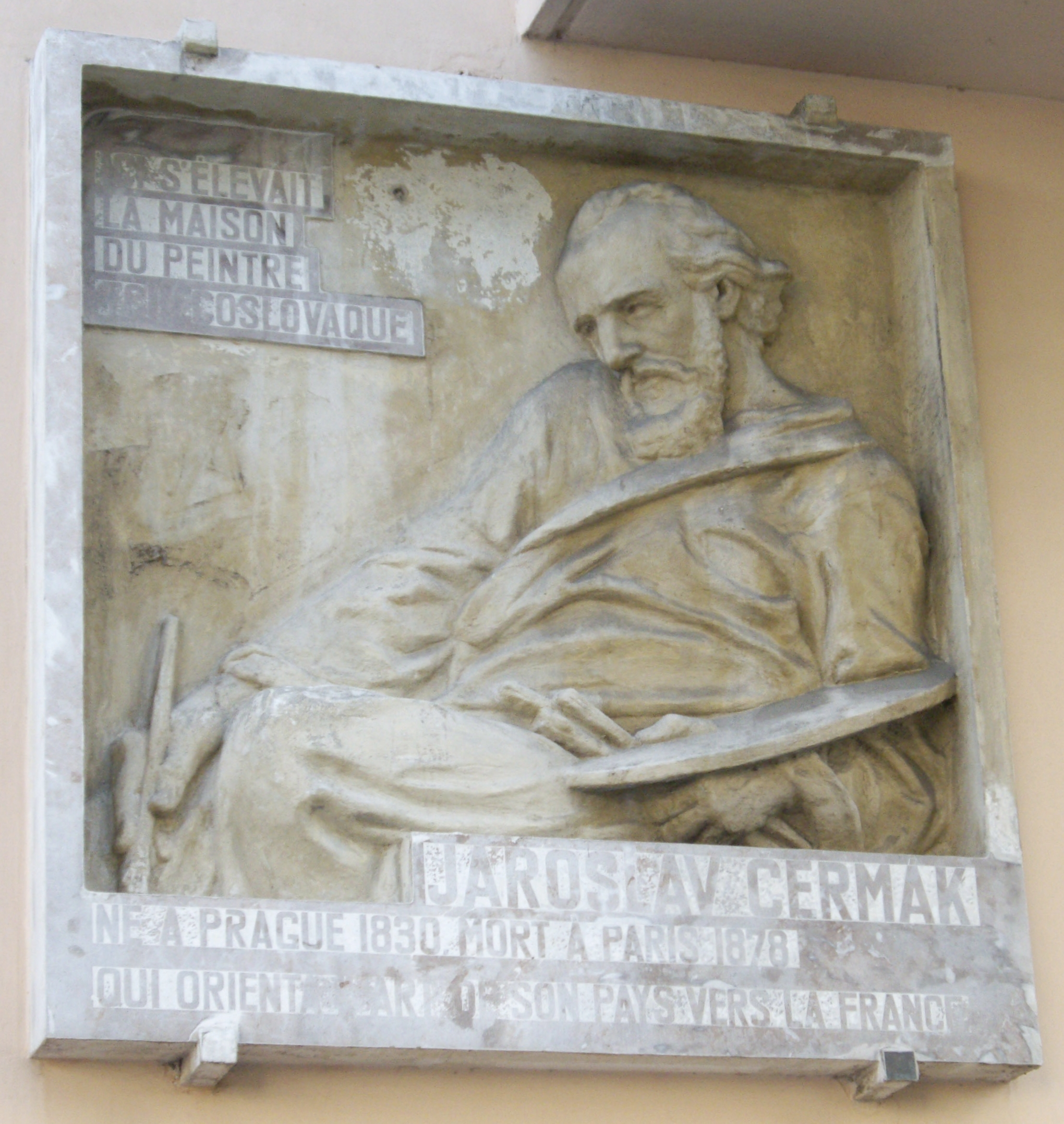
Plaketa na Avenue de Wagram v Paříži

Průkopnickým dílem byla jeho známá Protireformace, vystavená v roce 1854 v Bruselu, jejíž pozdější prezentace v Praze se stala událostí více politickou nežli uměleckou. Čermák na obraze poprvé zobrazil později mnohokrát zobrazované téma pátrání po nekatolických knihách v „chýši kacířského rolníka” a současně očekávaný zánik otcovské víry v podobě nejmenších dětí, které jsou již katolickou vírou vychovány; vděčně líbají ruku s růžencem a rodičům se chlubí svatými obrázky. Symbol katolické víry (tradičně v podobě jezuitů) Čermák zaměnil za dominikána. Šlo o zjevnou úlitbu belgickému publiku, kde byli jezuité oproti Praze vnímáni mnohem pozitivněji. Naopak postava dominikána byla pro Belgičany symbolem krutosti a fanatismu španělské inkvizice. Členové rodiny zobrazují různé formy vzdoru: jinoch v pozadí povahu slovansky měkkou, jeho bratr vůli k aktivnímu odporu, postava otce strážce kolektivní paměti rodu.
Je autorem heroických a romantických historických obrazů s náměty z jihoslovanských tradic (Zajaté Černohorky, Raněný Černohorec, Bosna roku 1877, Dalmatská svatba, Únos odalisky), historických obrazů (Husité bránící průsmyk; Po bitvě na Bílé Hoře – Protireformace) a venkovských námětů, zejména z Bretaně (Marina z Roscoffu, Život na pobřeží Roscoffu). Mimo to maloval zátiší (např. Zátiší s rybami), podobizny (např. Jan Evangelista Purkyně, paní H. Gallaitová, umělcova sestra Marie Czartoryská) a kreslil.

### Galerie

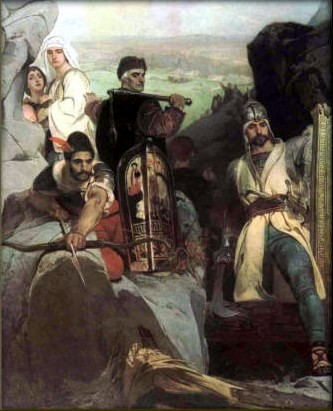
Husité bránící průsmyk
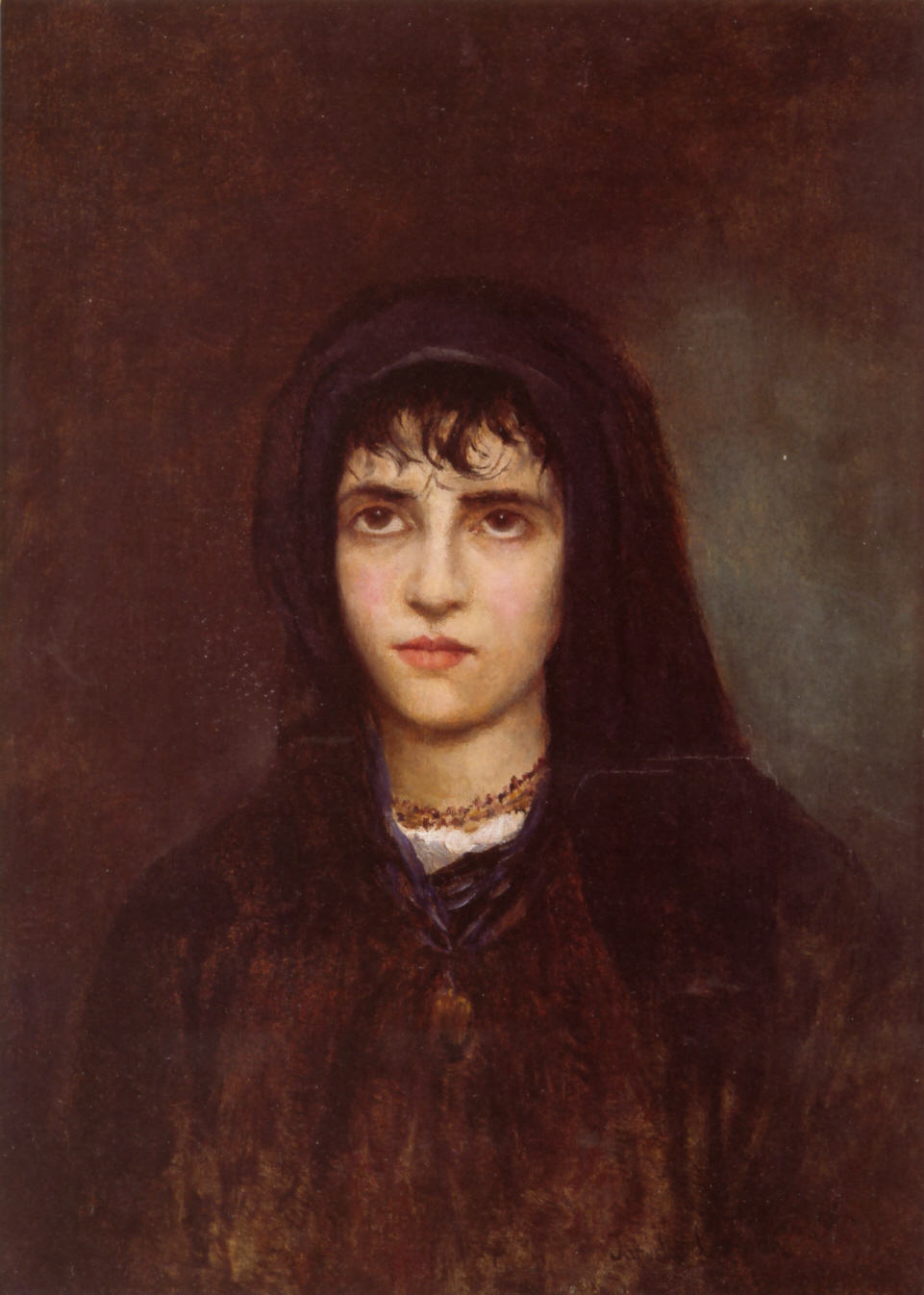
Černohorka
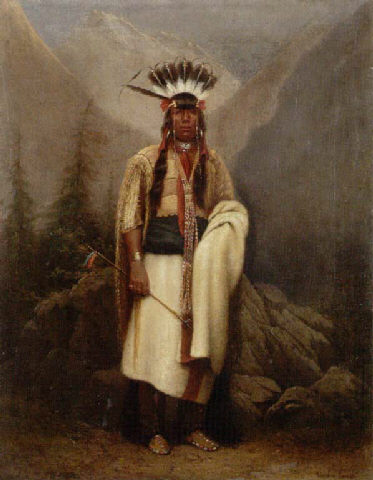
Černonožec
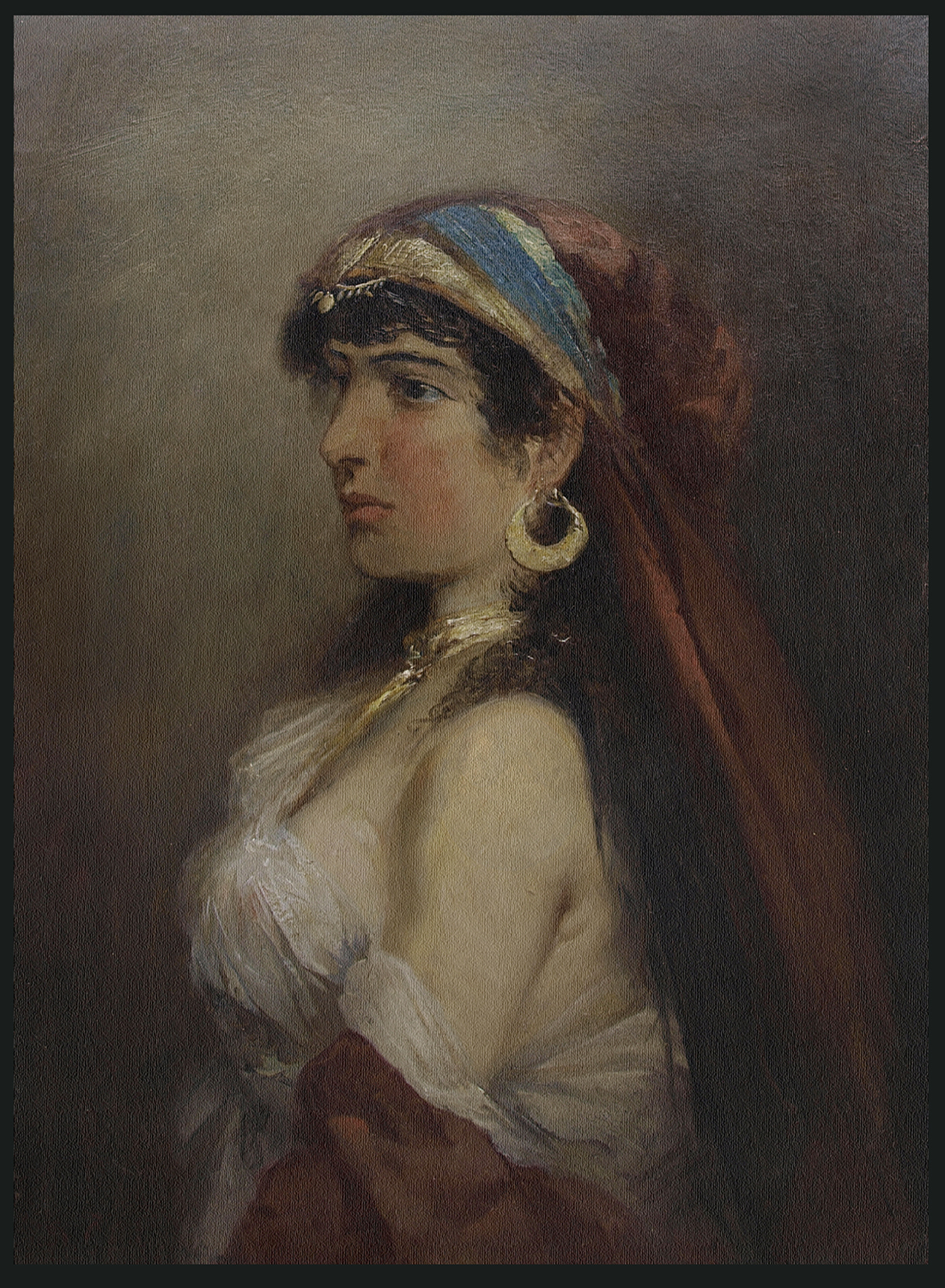
Černohorka